# Rofin-Sinar
 (octobre 2024).
Rofin-Sinar était une entreprise allemande spécialisée dans la technologie laser et faisait partie de l'indice TecDAX.